# 김해분성여자고등학교
김해분성여자고등학교(金海盆城女子高等學校)는 대한민국 경상남도 김해시 삼계동에 있는 공립 고등학교이다.

## 학교 연혁
- 2004년 2월 26일 : 김해분성여자고등학교 보통과 30학급 설립인가
- 2004년 3월 1일 : 김해분성여자고등학교 개교
- 2004년 3월 5일 : 신입생 입학(10학급 342명)
- 2007년 2월 8일 : 제1회 졸업식(졸업생 336명)
- 2021년 3월 1일 : 경상남도교육청 지정 혁신학교(행복학교) 재지정
- 2022년 3월 1일 : 제9대 이상철 교장 취임
- 2023년 2월 9일 : 제17회 졸업식(졸업생 203명, 총 졸업생 6,136명)
- 2023년 3월 2일 : 제20회 신입생 입학(8학급 189명)
- 2024년 3월 2일 : 제21회 신입생 입학(8학급)
- 2024년 9월 1일 : 제10대 문미선 교장 취임

## 참고 자료
- 김해분성여자고등학교 - 한국교육학술정보원 학교알리미